# 宗像氏経 (鎌倉時代)
宗像 氏経（むなかた うじつね、生年不詳 - 建長元年（1249年）12月）は、鎌倉時代中期の鎌倉御家人であり、宗像大社の第43代・第46代大宮司である。1232年、宗像氏国の譲りを得て大宮司職になる。社務4年のうち1236年に一回辞職するも、1249年に還補した。この間、1231年に保持する所領所職を宗像氏業に譲与しており、1249年に大宮司職も氏業に譲った。